# 1594 en France
Chronologie de la France
- 1590
- 1591
- 1592
- 1593
- 1594
- 1595
- 1596
- 1597
- 1598

## Événements
- 5 janvier : le Parlement d’Aix-en-Provence reconnaît l’autorité royale[1].
- 21 janvier : Henri IV reçoit les délégués protestant à l'issue de l’assemblée de Mantes. Il leur promet de pourvoir à la solde des garnisons mais refuse de leur accorder de nouvelles places de sûreté. Il reconduit les dispositions de l’édit de Poitiers de 1577 augmentées de quelques extensions. Les délégués déclarent ne pas se contenter de ces dispositions et demande la convocation d’une nouvelle assemblée générale à Sainte-Foy[2].

- Janvier : soulèvement ruraux des « Bonnets rouges », pro-royalistes en Bourgogne viticole (Beaunois, Chalonnais et Mâconnais)[3].

- 7 février : Lyon se rallie au roi[4].
- 8 février : entrée des troupes royales à Lyon[1].
- 27 février : Henri IV est sacré à Chartres[1]. Le sacre des rois de France se fait traditionnellement dans la ville de Reims mais celle-ci est aux mains de la Ligue.
- Entre le 27 février et le 22 mars : la première édition de la Satire Ménippée, qui circule en version manuscrite depuis mars-avril 1593, est imprimée à Tours par Jamet Mettayer[5]. Elle consacre le discrédit de la Ligue dû à ses divisions internes et aux prétentions de Philippe II d’Espagne pour sa fille Isabelle au trône de France.

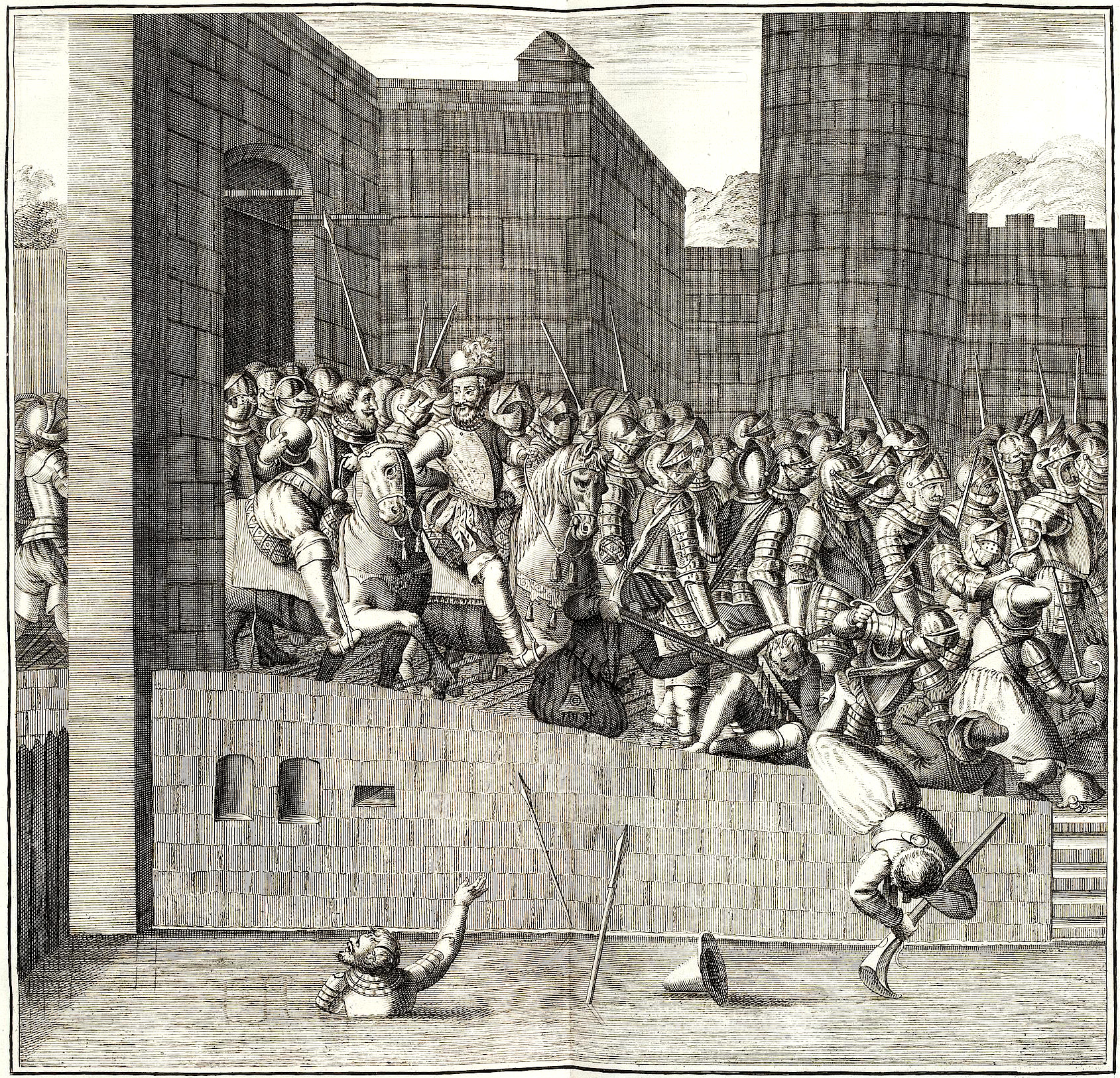
22 mars : entrée d’Henri IV dans Paris

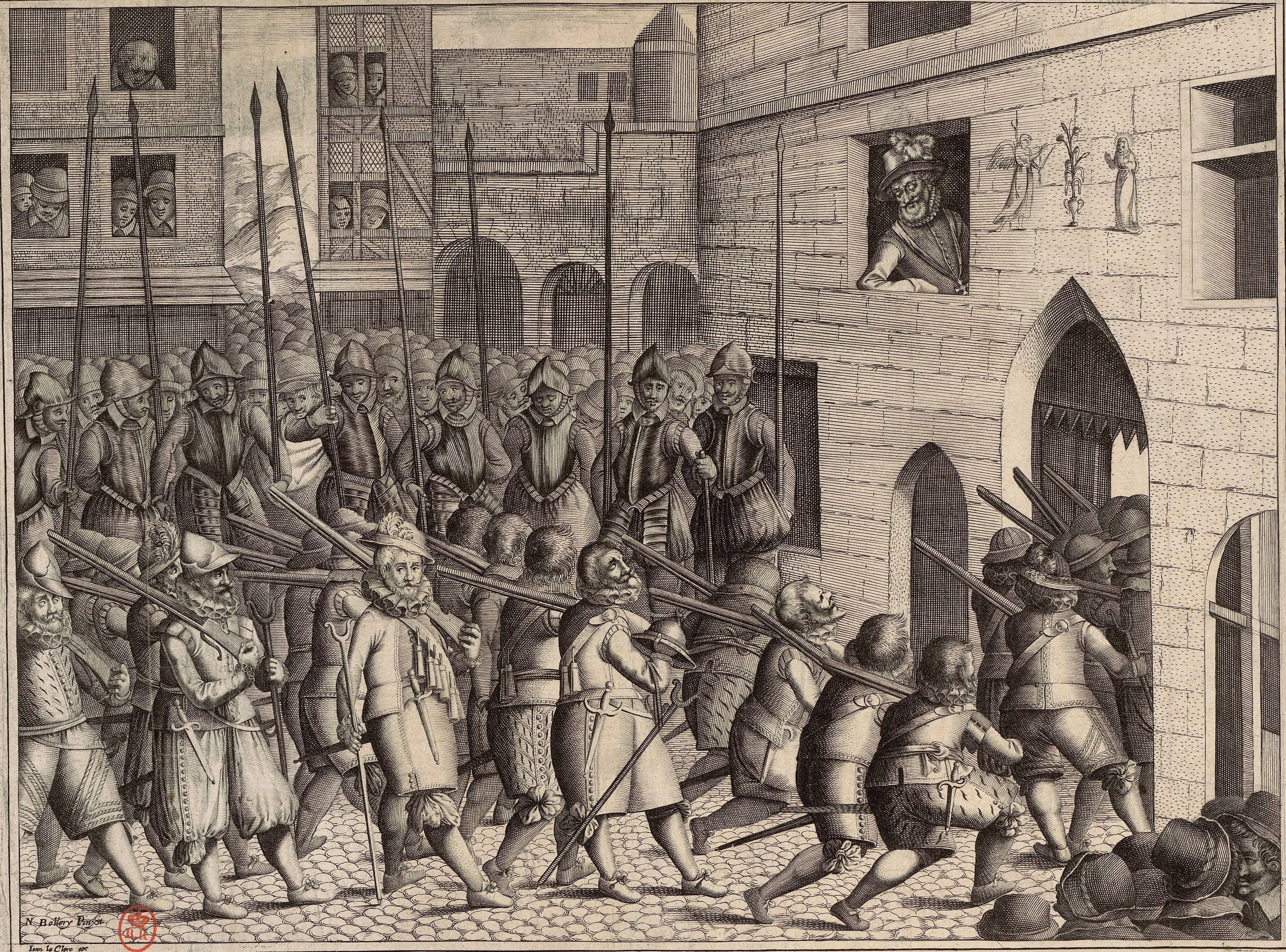
Départ des Espagnols de Paris par la porte Saint-Denis le 22 mars 1594. Le roi les regarde partir depuis la fenêtre. Musée Carnavalet

- 22 mars : Henri IV entre dans Paris avec la complicité du gouverneur Brissac[1]. La ville se soumet. Le roi promet de faire respecter une amnistie.

- 27 mars : André de Brancas, gouverneur de Rouen livre la ville au roi. Rosny est chargé de négocier avec les ligueurs normands[6]. Les ralliements se multiplient.

- 9 mai : prise de La Capelle par la Ligue et les Espagnols du comte de Mansfeld[7].
- 15 mai : prise de Guise. Le 16 mai, le roi assiège Mayenne enfermée dans Laon[8].
- Mai : soulèvement des Croquants du Limousin et du Périgord contre les villes et le fisc. Au départ, les « Chasse-voleurs » ou « Tard-avisés » de la vicomté de Turenne, en Limousin, partent en guerre contre les bandits avec l’autorisation des seigneurs. À partir de 1593, ils décident de s’assembler par paroisses et de s’armer sans demander permission à qui que ce soit. Ils tiennent de vastes meetings le dimanche, autour de tonneaux de vin. Les décisions sont prises démocratiquement. À partir d’avril, le mouvement gagne le Périgord. En juin[1], au cours d’un premier massacre, la noblesse limousine taille en pièces un gros parti de croquants.

- 18-31 juillet : assemblée protestante de Sainte-Foy[9]. Elle est ajournée et une nouvelle assemblée est convoquée à Saumur sans autorisation du roi.
- 22 juillet : Laon capitule. Elle ouvre ses portes au roi le 2 août[8].

- 2 août : Henri IV prend Noyon

- 25 août : après avoir pris Guingamp, le maréchal d’Aumont renforcé par un contingent anglais conduit par John Norreys, entre à Morlaix. Le gouverneur ligueur de la ville, François de Carné, seigneur de Rosampoul, assiégé dans le château, capitule le 21 septembre[10].

- 1er septembre : le système des cinq grosses fermes est supprimé et la perception des impôts indirects est confiée à des officiers royaux[11].
- 15 septembre : cérémonie d’entrée du roi dans Paris[1].

- 9-12 octobre : le maréchal d’Aumont assiège et prend Quimper[12].

- 18 octobre : le maréchal d’Aumont fait le siège de Fort Crozon qui tombe le 17 novembre. Les garnison espagnole est massacrée[13].

- 15 novembre : déclaration de Saint-Germain confirmant les « articles de Mantes » de juillet 1591[14].
- 16 novembre : traité de Saint-Germain-en-Laye. Charles de Lorraine, fils du Balafré, se soumet au roi[15].
- 22 novembre : huit hommes soupçonnés de vouloir tuer le roi sont pendus à Saint-Germain par les hommes du capitaine des gardes Vitry.
- 25 novembre : institution d’un conseil des finances de neuf membres en remplacement du surintendant François d’O mort le 24 octobre[16].

- 23 décembre : grand froid ; début d’un hiver très rigoureux[17].

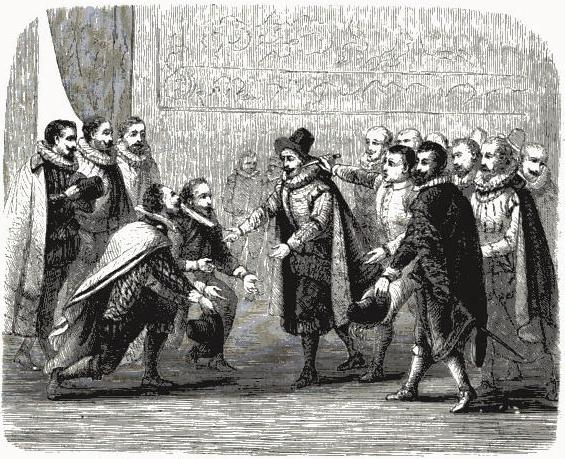
Attentat de Jean Châtel.

- 27 décembre : attentat de Jean Châtel, ancien élève des Jésuites, contre le roi. Les Jésuites, rendus responsables, sont chassés du royaume (29 décembre), à la demande de l’Université de Paris[1].

- Traité des libertés gallicanes de Guy Coquille et Libertés de l’Église gallicane de Pierre Pithou, ouvrages exprimant le gallicanisme[18].

## Naissances en 1594
- x

## Décès en 1594
- x